# マーラ・ウィルソン
マーラ・ウィルソン（Mara Wilson、本名：Mara Elizabeth Wilson 、1987年7月24日 - ）は、アメリカ合衆国の女優、作家。カリフォルニア州ロサンゼルス・バーバンク市出身。政治評論家のベン・シャピーロはいとこ。身長154cm。

## 来歴
1987年、カリフォルニア州ロサンゼルス・バーバンク市にて5人兄弟の長女として生まれる。(3人の兄と妹が1人)。。TV出演をしていた1番上の兄に刺激を受け、4歳頃から同じエージェントに所属しTVのCMに出演。6歳の頃、ロビン・ウィリアムズ主演のコメディ映画『ミセス・ダウト』のオーディションに合格して映画デビュー。1994年公開の『34丁目の奇跡』への出演の他、TVドラマにも多く出演して名子役として名を知られるようになる。
映画初主演作となった1996年公開のコメディ映画『マチルダ』で主人公の天才少女マチルダ役を演じ、1997年度ヤングスターアワードの最優秀コメディ部門の女優賞を受賞した。また、同作は同年の2月に日本公開されており、天真爛漫なかわいらしい容姿と豊かな演技力で話題を呼んだ。

しかし、『マチルダ』の撮影中に実母との死別を経験したことに加え、幼い自身に対する性被害の実態を目の当たりにしたショック、思春期における自身の体の変化の直面による自信喪失などの心労も重って徐々に精神面の低迷に悩まされるようになった。こうした現状の中で演技への意欲も失われていき、2000年公開の「きかんしゃトーマス 魔法の線路」を最後に映画業界から身を引いた。。その後、カリフォルニア州リバーサイド郡西部にあるアイディルワイルドアーツアカデミーに進学する。2005年に卒業の後、ニューヨーク市に移住してニューヨーク大学ティッシュ芸術学校に進学し2009年に卒業した。
2012年頃に「舞台に立ったりボイスオーバーの仕事を受ける可能性はある」と前置きした上で、映画俳優として活動する意志がないことを公にした。。その後は作家活動に専念しており脚本や小説などを執筆している他、ウェブ番組の出演や声優業を中心に活動している。
2013年、子役デビューから引退までの裏側を綴った自伝本「Where Am I Now? True Stories of Girlhood and Accidental Fame」を出版した。
2015年、15年ぶりに映画界に復帰し、アメリカのコメディドラマ映画「Billie Bob Joe」に本人役で出演した。
2016年に自身のツイッターにて、自身の性的志向について言及し「前はだいたいストレートと自認していたけど、最近はバイセクシャル／クィアという分類を受け入れている」と語った。
2017年にファッション雑誌「ELLE」に寄稿し、自身の体験を引き合いに出して「子役たちが性的に搾取されている」として警鐘を鳴らした。

## 主な出演作品

### 映画作品
- ミセス・ダウト (1993) - ナタリー・ヒラード
- 34丁目の奇跡 (1994)  - スーザン・ウォーカー
- マチルダ (1996)  - マチルダ・ワームウッド
- シンプル・ウィッシュ　(1997)  - アナベル・グリーニング
- 劇場版きかんしゃトーマス 魔法の線路　(2000) - リリー
- Billie Bob Joe (2015) - 本人役
- Pre-Emptive Defence (2021) -サラ ※短編映画

### 舞台
- ミュージカル「シンデレラ」(2005)

### TV映画
- A Time to Heal (1994)
- Balloon Farm (1999)

### TVドラマ
- Pear (1996)
- Melrose Place (1994)
- Batman Beyond (1999)※声の出演
- Big Hero 6: The Series(2018-19) ※声の出演[9]

### インターネット番組
- The Nostalgia Critic (2012)
- Nostalgia Chick (2012)
- Demo Reel (2012)
- Shut Up and Talk (2012)
- Missed Connection (2012)

## 受賞歴
1997年度ヤングスターアワード最優秀コメディ部門女優賞‐マチルダ(1996)　マチルダ役

## 著書
- Sheeple (2013) ※劇脚本
- Where Am I Now? True Stories of Girlhood and Accidental Fame(2013)
- Good Girls Don't (2023)

## 備考
- 1996年の映画『マチルダ』の撮影中に母スージー・ウィルソンが末期の乳がんと診断され、映画公開の4か月前に逝去した。作品は彼女の母へと捧げられた。
  - この件に際して、監督及び主人公の父親役で共演したダニー・デヴィートと母親役を務めた妻のレア・パールマンは、彼女の母親が病院にかかっている間にマーラを自宅に招いて共に過ごすなどして精神面のフォローに徹していた。また、マーラは母が映画の中の自分の姿を見ることなく逝ってしまったと信じていたが、映画公開から年月が経過した後、彼女に内緒で病床のスージーに公開前のフィルムを見せていたと監督から打ち明けられたことを明かし、自著の中で深い感謝の念を述べている。
- 映画デビュー作となった「ミセス・ダウト」で共演したロビン・ウィリアムズが2014年8月15日に死去した際には大きなショックを受けたといい、ブログで弔意を表すると共に心境を綴っている。[10]
- 2014年頃に「ミセス・ダウト」で家族役で競演した役者たちを続投させての続編制作の話が持ち上がったが、マーラ本人は否定的であり、出演するつもりは一切ないとの旨をメディアに伝えていた。[11]
- 上述した自身の子役時代の経験から、マーラは子役に性的な目を向ける大人たちの存在に対しメディアを通じて度々批判している。
  - なお、マーラ自身は子役時代に撮影現場で危険を感じるようなことはなかったと証言すると共にその理由について「子役と仕事をするのに慣れた素晴らしい監督たちと一緒に働いたため」と語っており、自身にそのような行為をしてきたのはファンやメディアだったと断じている。[12]

## 参照
1. ↑  『Where Am I Now?: True Stories of Childhood and Accidental Fame』- 前書きより。
2. ↑  “Mara Wilson | Actress, Writer, Director” (英語). IMDb. 2024年2月12日閲覧。
3. ↑  Mara Wilson at the Internet Movie Database
4. ↑  子ども時代「性的な視線」を大人たちから向けられていた。元人気子役が振り返る ハフポスト日本語版2023年05月19日 16時31分 JST　/2023年5月26日閲覧
5. ↑  Child Star Mara Wilson: Why I Quit Film Acting
6. ↑  “Are You Still Acting?”.   MaraWilsonWritesStuff.com. 2012年3月19日閲覧。
7. ↑  FRONT ROW 2018年5月6日「35歳以下のLGBT+の海外セレブ35人を大特集」
8. ↑  GURLz 2017年11月16日「ミセス・ダウト」子役マーラ・ウィルソンが、ハリウッドに警鐘！ 「子役のカラダについての語らいは性的搾取」
9. ↑  ベイマックスのテレビシリーズ版
10. ↑   『『ミセス・ダウト』娘役、ロビンさんをしのぶ』シネマトゥディ2014年14時20分
11. ↑  『ロビン・ウィリアムズ主演の『ミセス・ダウト』の続編発表に元子役たちからは賛否両論』シネマ・トゥディ2014年4月20日
12. ↑  子ども時代「性的な視線」を大人たちから向けられていた。元人気子役が振り返る ハフポスト日本語版2023年05月19日 16時31分 JST　/2023年5月26日閲覧